# Selaginella bryophila
Selaginella bryophila är en mosslummerväxtart som beskrevs av M. Kessler och A. R. Sm.. Selaginella bryophila ingår i släktet mosslumrar, och familjen mosslummerväxter. Inga underarter finns listade i Catalogue of Life.